# تخته نرد (فیلم)
«تخته نرد» (انگلیسی: Backgammon (film)) فیلمی در ژانر درام است که در سال ۲۰۱۵ منتشر شد.